# Daniele Serra
Daniele Serra (Argentina, 1886 – 1979) è stato un tenore italiano attivo dagli anni venti agli anni cinquanta.

## Biografia
Daniele Serra, nato in Argentina, si era trasferito in Spagna dove, dopo aver prestato il servizio militare, aveva inciso i primi 78 giri per l'etichetta Favorite Record.
Si trasferì poi in Italia dove raggiunse la notorietà negli anni trenta con la registrazione di numerose incisioni discografiche

## Discografia parziale

### 78 giri
- 1921: Canzone di Figaro/Lucciole vagabonde (Eaglephone, C 5553)
- 1922: Amor gitano/Il faro blu (Pathé Actuelle, E 15196)
- 1922: Canti fiorentini/Fiocca la neve (Pathé Actuelle, E 15197)
- 1923: Gioventù/Trilla il mandolino (Pathé Actuelle, E 15532)
- 1923: Come la bambola/Così piange Pierrot (Disco "Grammofono", R 6677)
- 1929: Tango delle capinere/Re di cuori (Disco "Grammofono", R 10038)
- 1929: Perché si vive?/Cara mammà (Disco "Grammofono", R 10039)
- 1929: La leggenda del Piave/Soldato ignoto (Disco "Grammofono", R 10052)
- 1929: Tre/Le donne di Za-Bum (Disco "Grammofono", R 10089)
- 1936: Ho un buco nella tasca/Valzer della fisarmonica (Disco "Grammofono", HN 961)
- 1936: Rataplan delle camicie nere/Africanina (pupetta mora) (Disco "Grammofono", HN 992)
- 1936: Scrivimi/Che cuore hai tu? (Disco "Grammofono", HN 1016)
- 1936: Faccetta nera/Ritorna il iegionario (Disco "Grammofono", HN 1111)
- 1936: Se avessi un mandolino/Famiglia jazz (Disco "Grammofono", HN 1144)
- 1937: Chi lo sa signorina/Quando canta alla radio Raimonda (Disco "Grammofono", HN 1186)
- 1937: Mezzanotte triste/E perchè no? (Disco "Grammofono", HN 1188)
- 1937: Vivere/Torna piccina (Disco "Grammofono", HN 1189)
- 1937: T'aspetterò staserà/L'ultima sera (Disco "Grammofono", HN 1190)
- 1937: Chitarra spagnola/Villanella (Disco "Grammofono", HN 1201)
- 1937: Non dimenticar le mie parole/La vera conga (Disco "Grammofono", HN 1202)
- 1937: Tango di Ramona/Signorinella mia (Disco "Grammofono", HN 1203)
- 1937: Come la mosca/Come la pioggia (Disco "Grammofono", HN 1232)
- 1938: Camisa Listada/Nostalgias (Disco "Grammofono", HN 1391)
- 1938: Sei tu Margherita/Non me ne importa niente (Disco "Grammofono", HN 1393)
- 1938: Cara al sol/Torna Siviglia (La voce del padrone, HN 1492)
- 1938: Diventar papà/Francesca Maria (La voce del padrone, HN 1494)
- 1938: Torna Siviglia/La mazurka di papà (La voce del padrone, HN 1541)
- 1939: Passeggiando per Milano/Nuvole (La voce del padrone, HN 1559)
- 1939: Vorrei tornare a Napoli/Mia Venezia (La voce del padrone, HN 1564)
- 1940: Mr. Churchill/Serenatone (per la perfida Albione) (La voce del padrone, HN 1832)
- 1945: Mamma/Malinconia d'amore (Columbia, 15124 F)
- 1946: In cerca di te/Notte tropicale (Columbia, 15137 F)
- 1950: Capinera/Addio tabarin (La voce del padrone, HN 2908)